# Trinidad and Tobago International 2023
Die Trinidad and Tobago International 2023 als offene internationale Meisterschaften von Trinidad und Tobago im Badminton fanden vom 22. bis zum 27. August 2023 in Tacarigua statt.

## Sieger und Platzierte
| Disziplin    | Gold                              | Silber                              | Bronze                               |
| ------------ | --------------------------------- | ----------------------------------- | ------------------------------------ |
| Herreneinzel | Mark Shelley Alcala               | Luis Ramón Garrido                  | Matthias Kicklitz                    |
| Herreneinzel | Mark Shelley Alcala               | Luis Ramón Garrido                  | Victor Lai                           |
| Dameneinzel  | Vanessa Maricela Garcia Contreras | Eliana Zhang                        | Fernanda Saponara Rivva              |
| Dameneinzel  | Vanessa Maricela Garcia Contreras | Eliana Zhang                        | Nikte Sotomayor                      |
| Herrendoppel | Ryan Ma Daniel Zhou               | Koon Fung Kelvin Ho Samuel Ricketts | Gabriel Boodram Jordan Ramsumair     |
| Herrendoppel | Ryan Ma Daniel Zhou               | Koon Fung Kelvin Ho Samuel Ricketts | Vishal Ramsubhag Ryan Sinanan        |
| Damendoppel  | Jeslyn Chow Eliana Zhang          | Priyanna Ramdhani Monyata Riviera   | Cheyenne Bhola Shivani Koonj-Beharry |
| Damendoppel  | Jeslyn Chow Eliana Zhang          | Priyanna Ramdhani Monyata Riviera   | Shari Hope Sabrina Scott             |
| Mixed        | Akili Haynes Priyanna Ramdhani    | Samuel Ricketts Tahlia Richardson   | Sameer Ali Janiah Boodoosingh        |
| Mixed        | Akili Haynes Priyanna Ramdhani    | Samuel Ricketts Tahlia Richardson   | Imran Wadia Jeslyn Chow              |